# 莫蘭詩
莫蘭詩（Betty Clemo，1920－2005，原名：博爾濟吉特如意，英文全名Elizabeth 'Betty' Chernyshyova 'Charnuis' Borjigit Clemo Koo Yen），蒙古、俄羅斯混血兒, 為香港電影美術及服裝指導, 曾經贏得第八屆 亞洲影展最隹美術指導，代表作包括《千嬌百媚》及《花團錦簇》等。1962年創立Betty Clemo品牌, 店鋪位於香港半島酒店, Clemo為夫姓, 莫蘭詩是Clemo倒轉過來'Mo Le C'的譯音。1997年退休, 2005年在英國倫敦去世。

## 外部連結
- 香港電影庫 （页面存档备份，存于）
- Peninsula Hotel
- Asian Fashion Designer